# فهرست بازی‌های ال کلاسیکو
ال‌کلاسیکو (به اسپانیایی: El Clásico) که به نام‌های دیگری مثل ال‌دربی، ال‌سوپرکلاسیکو و ال‌کلاسیک (به کاتالان: El clàssic)[۲] نیز شناخته می‌شود، به مسابقه فوتبال دو تیم رئال مادرید و بارسلونا گفته می‌شود. رقابت بین این دو تیم از این ناشی شده‌است که دو شهر مادرید و بارسلونا دو شهر بزرگ اسپانیا بوده، و این در حالی است که دو باشگاه موفق‌ترین و محبوب‌ترین باشگاه‌های کشور هستند. این مسابقه بزرگ‌ترین مسابقه فوتبال باشگاهی در جهان است که هر سال صدها میلیون نفر از کشورهای مختلف شاهد برگزاری آن هستند و پر گل ترین دیدار این مسابقه در ژوئن سال ۱۹۴۳ با برتری ۱۱ بر ۱ رئال مادرید در مقابل بارسلونا به پایان رسید. 

## بازی‌های رسمی

### بازی‌های پریمرا دیویزیون
بارسلونا و رئال مادرید در هر فصل لا لیگا از زمان آغاز آن در سال ۱۹۲۹، به‌عنوان اعضای افتتاحیه و دو تیم از تنها سه تیم (دیگری اتلتیک بیلبائو) که هرگز از لیگ برتر سقوط نکرده‌اند، با یکدیگر روبرو شده‌اند.
| بردهای رئال مادرید | ۷۷  |
| مساوی              | ۳۵  |
| بردهای بارسلونا    | ۷۴  |
| گل‌های رئال مادرید  | ۲۹۹ |
| گل‌های بارسلونا     | ۲۹۸ |
| همه بازی‌ها         | ۱۸۶ |

| تیم         | بردهای خانگی | مساوی‌های خانگی | باخت‌های خانگی | GF  | GA  |
| ----------- | ------------ | -------------- | ------------- | --- | --- |
| رئال مادرید | ۵۵           | ۱۵             | ۲۳            | ۱۸۸ | ۱۱۶ |
| بارسلونا    | ۵۱           | ۲۰             | ۲۲            | ۱۸۲ | ۱۱۱ |

### بازی‌های کوپا دل ری
کوپا دل ری قدیمی‌ترین رقابت تاریخ فوتبال اسپانیا است.
| بردهای رئال مادرید | ۱۳ |
| مساوی              | ۸  |
| بردهای بارسلونا    | ۱۶ |
| گل‌های رئال مادرید  | ۶۹ |
| گل‌های بارسلونا     | ۶۸ |
| همه بازی‌ها         | ۳۷ |

| تیم         | بردهای خانگی | مساوی‌های خانگی | باخت‌های خانگی | برد در مکان دیگر |
| ----------- | ------------ | -------------- | ------------- | ---------------- |
| رئال مادرید | ۵            | ۵              | ۶             | ۴                |
| بارسلونا    | ۷            | ۳              | ۴             | ۳                |

### بازی‌های کوپا د لا لیگا
کوپا د لا لیگا تورنمنتی بود که در سال ۱۹۸۲ ایجاد شد، اما حمایت کم از سوی باشگاه‌های شرکت‌کننده باعث شد که چهار سال بعد آن را منحل کرد.
| فصل     | گرد            | گرد      | تیم میزبان  | تیم میهمان  | نمره (FT/HT)       | گل‌ها (خانه)                    | گل‌ها (خارج از خانه)                        |
| ------- | -------------- | -------- | ----------- | ----------- | ------------------ | ------------------------------ | ------------------------------------------ |
| ۱۹۸۲–۸۳ | نهایی          | بازی اول | رئال مادرید | بارسلونا    | ۲–۲ (۰–۰)          | دل بوسکه (۶۲)، خوانیتو (۶۸ ض.) | کاراسکو (۵۳)، مارادونا (۵۷)                |
| ۱۹۸۲–۸۳ | نهایی          | بازی دوم | بارسلونا    | رئال مادرید | ۲–۱ (۲–۰)          | مارادونا (۱۹ ص. الکسانکو (۲۵)  | سانتیلانا (۸۰)                             |
| ۱۹۸۴–۸۵ | یک چهارم نهایی | بازی اول | بارسلونا    | رئال مادرید | ۲–۲ (۲–۰)          | کلوس (۴۰)، مارکوس (۴۴)         | والدانو (۶۷)، خوانیتو (۷۵)                 |
| ۱۹۸۴–۸۵ | یک چهارم نهایی | بازی دوم | رئال مادرید | بارسلونا    | ۱–۱ (۰–۰) (۴–۱ p.) | والدانو (۸۳)                   | موراتالا (۵۷)                              |
| ۱۹۸۵–۸۶ | دور دوم        | بازی اول | بارسلونا    | رئال مادرید | ۲–۲ (۱–۱)          | کلوس (۲۴)، آرچیبالد (۵۰)       | پردزا (۳۶)، چولو (۵۲)                      |
| ۱۹۸۵–۸۶ | دور دوم        | بازی دوم | رئال مادرید | بارسلونا    | ۰–۴ (۰–۲)          |                                | آماریلا (۲، ۴۱)، اوربانو (۴۷)، استبان (۶۷) |

#### خلاصه
| بردهای رئال مادرید | ۰  |
| مساوی              | ۴  |
| بردهای بارسلونا    | ۲  |
| گل‌های رئال مادرید  | ۸  |
| گل‌های بارسلونا     | ۱۳ |
| همه بازی‌ها         | ۶  |

| تیم         | بردهای خانگی | مساوی‌های خانگی | باخت‌های خانگی |
| ----------- | ------------ | -------------- | ------------- |
| رئال مادرید | ۰            | ۲              | ۱             |
| بارسلونا    | ۱            | ۲              | ۰             |

### بازی‌های سوپرجام اسپانیا
سوپر جام اسپانیا یک رقابت سوپرجام است. میان سال‌های ۱۹۸۳ تا ۲۰۱۷، این مسابقه دو بازی میان برنده فصل قبل لا لیگا و کوپا دل ری بود. قالب فعلی در نسخه ۲۰–۲۰۱۹ معرفی شد و اکنون چهار تیم (دو تیم برتر فصل قبل در لا لیگا و برندگان و نایب قهرمان کوپا دل ری) در آن حضور دارند.
| بردهای رئال مادرید | ۹  |
| مساوی              | ۲  |
| بردهای بارسلونا    | ۵  |
| گل‌های رئال مادرید  | ۳۴ |
| گل‌های بارسلونا     | ۲۳ |
| همه بازی‌ها         | ۱۶ |

| تیم         | بردهای خانگی | مساوی‌های خانگی | باخت‌های خانگی | برد در مکان دیگر |
| ----------- | ------------ | -------------- | ------------- | ---------------- |
| رئال مادرید | ۶            | ۱              | ۰             | ۱                |
| بارسلونا    | ۴            | ۱              | ۲             | ۱                |

### کوپا دلاکروناسیون
اگرچه Copa de la Coronación توسط فدراسیون فوتبال سلطنتی اسپانیا به‌عنوان یک تورنمنت رسمی به رسمیت شناخته نمی‌شود، اما هنوز هم توسط منابع آماری و رسانه‌ها به‌عنوان یک مسابقه رسمی میان بارسلونا و رئال مادرید در نظر گرفته می‌شود.
| تاریخ      | گرد        | استادیوم  | تیم میزبان  | تیم میهمان | نمره | گل‌ها (خانه) | گل‌ها (خارج از خانه)        |
| ---------- | ---------- | --------- | ----------- | ---------- | ---- | ----------- | -------------------------- |
| ۱۳ مه ۱۹۰۲ | نیمه نهایی | هیپودرومو | رئال مادرید | بارسلونا   | ۱–۳  | جانسون (؟)  | اشتاینبرگ (?, ?) گامپر (؟) |

#### خلاصه
| بردهای رئال مادرید | ۰ |
| مساوی              | ۰ |
| بردهای بارسلونا    | ۱ |
| گل‌های رئال مادرید  | ۱ |
| گل‌های بارسلونا     | ۳ |
| همه بازی‌ها         | ۱ |

| تیم         | بردهای خانگی | مساوی‌های خانگی | باخت‌های خانگی | برد در مکان دیگر |
| ----------- | ------------ | -------------- | ------------- | ---------------- |
| رئال مادرید | ۰            | ۰              | ۰             | ۰                |
| بارسلونا    | ۰            | ۰              | ۰             | ۱                |

### بازی‌های لیگ قهرمانان اروپا
در معتبرترین تورنمنت قاره اروپا، بارسلونا و رئال مادرید چندین بار به مصاف یکدیگر رفته‌اند. لیگ قهرمانان اروپا قبل از سال ۱۹۹۲ به‌عنوان جام اروپا شناخته می‌شد.
| فصل     | گرد        | گرد        | تیم میزبان  | تیم میهمان  | نمره (FT/HT) | گل‌ها (خانه)                      | گل‌ها (خارج از خانه)        |
| ------- | ---------- | ---------- | ----------- | ----------- | ------------ | -------------------------------- | -------------------------- |
| ۱۹۵۹–۶۰ | نیمه نهایی | مرحله اول  | رئال مادرید | بارسلونا    | ۳–۱ (۲–۱)    | دی استفانو (۱۷، ۸۴)، پوشکاش (۲۸) | مارتینز (۳۷)               |
| ۱۹۵۹–۶۰ | نیمه نهایی | Second leg | بارسلونا    | رئال مادرید | ۱–۳ (۱–۱)    | کوچیش (۸۹)                       | پوشکاش (۲۵، ۷۵)، جنتو (۶۸) |
| ۱۹۶۰–۶۱ | دور اول    | مرحله اول  | رئال مادرید | بارسلونا    | ۲–۲ (۲–۱)    | متئوس (۳)، جنتو (۳۳)             | لوئیس سوارز (۲۷، ۸۷ ص.)    |
| ۱۹۶۰–۶۱ | دور اول    | مرحله دوم  | بارسلونا    | رئال مادرید | ۲–۱ (۱–۰)    | ورگس (۳۳)، اواریستو (۸۲)         | کاناریو (۸۷)               |
| ۲۰۰۱–۰۲ | نیمه نهایی | مرحله اول  | بارسلونا    | رئال مادرید | ۰–۲ (۰–۰)    |                                  | زیدان (۵۵)، مک منمن (۹۰+۲) |
| ۲۰۰۱–۰۲ | نیمه نهایی | مرحله دوم  | رئال مادرید | بارسلونا    | ۱–۱ (۱–۰)    | رائول (۴۳)                       | هلگورا (۴۹ og)             |
| ۲۰۱۰–۱۱ | نیمه نهایی | مرحله اول  | رئال مادرید | بارسلونا    | ۰–۲ (۰–۰)    |                                  | مسی (۷۷، ۸۷)               |
| ۲۰۱۰–۱۱ | نیمه نهایی | مرحله دوم  | بارسلونا    | رئال مادرید | ۱–۱ (۰–۰)    | پدرو (۵۴)                        | مارسلو (۶۴)                |

#### خلاصه
| بردهای رئال مادرید | ۳  |
| مساوی              | ۳  |
| بردهای بارسلونا    | ۲  |
| گل‌های رئال مادرید  | ۱۳ |
| گل‌های بارسلونا     | ۱۰ |
| همه بازی‌ها         | ۸  |

| تیم         | بردهای خانگی | مساوی‌های خانگی | باخت‌های خانگی |
| ----------- | ------------ | -------------- | ------------- |
| رئال مادرید | ۱            | ۲              | ۱             |
| بارسلونا    | ۱            | ۱              | ۲             |

### خلاصه همه بازی‌های رسمی
| بردهای رئال مادرید | ۱۰۲ |
| مساوی              | ۵۲  |
| بردهای بارسلونا    | ۱۰۰ |
| گل‌های رئال مادرید  | ۴۲۴ |
| گل‌های بارسلونا     | ۴۱۵ |
| همه بازی‌ها         | ۲۵۴ |

| تیم         | بردهای خانگی | مساوی‌های خانگی | باخت‌های خانگی | برد در مکان دیگر |
| ----------- | ------------ | -------------- | ------------- | ---------------- |
| رئال مادرید | ۶۷           | ۲۵             | ۳۱            | ۵                |
| بارسلونا    | ۶۴           | ۲۷             | ۳۰            | ۵                |

## بازی‌های دوستانه و سایر بازی‌ها
رئال مادرید و بارسلونا ۴۱ بازی دوستانه انجام داده‌اند. قبل از آغاز بازی‌های قهرمانی لا لیگا در سال ۱۹۲۹، این دو باشگاه بازی‌های نمایشگاهی و بازی‌های دوستانه را بیشتر از پس از آغاز لیگ ملی انجام می‌دادند. پس از سال ۱۹۲۹، چنین بازی‌هایی به‌عنوان ادای احترام یا بخشی از بازی‌های پیش فصل با ماهیت دوستانه بوده‌است. آخرین بازی دوستانه در ۲۳ ژوئیه ۲۰۲۲ برگزار شد.
| بردهای رئال مادرید | ۶   |
| مساوی              | ۱۲  |
| بردهای بارسلونا    | ۲۳  |
| گل‌های رئال مادرید  | ۵۵  |
| گل‌های بارسلونا     | ۱۰۱ |
| همه بازی‌ها         | ۴۱  |

## بازی‌های تیم‌های رزرو
بارسلونا اتلتیک به‌عنوان تیم ذخیره بارسلونا در سال ۱۹۷۰ با ادغام کوندال (تیم ذخیره قبلی بارسلونا) و اتلتیک کاتالونیا تأسیس شد. کاستیا به‌عنوان تیم ذخیره رئال مادرید در سال ۱۹۷۲، پس از فولدینگ AD Plus Ultra (تیم ذخیره قبلی رئال مادرید) تأسیس شد. هر دو تیم برای اولین بار در دور سوم کوپا دل ژنرالیسیمو ۱۹۷۴–۱۹۷۵ و سپس در فصل 1982-1983 Segunda División به مصاف هم رفتند.
تیم‌های ذخیره معمولاً فقط زمانی با هم دیدار می‌کنند که هر دو در سطح دوم رقابت می‌کنند، زیرا در گروه‌های منطقه‌ای مختلف در سطوح پایین‌تر قرار می‌گیرند و اجازه ورود به کوپا دل ری را ندارند.
| بردهای رئال مادرید کاستیا | ۱۵ |
| مساوی                     | ۸  |
| بردهای بارسلونا بی        | ۱۳ |
| گل‌های رئال مادرید کاستیا  | ۵۲ |
| گل‌های بارسلونا بی         | ۶۱ |
| همه بازی‌ها                | ۳۶ |

| تیم                | بردهای خانگی | مساوی‌های خانگی | باخت‌های خانگی |
| ------------------ | ------------ | -------------- | ------------- |
| رئال مادرید کاستیا | ۱۱           | ۳              | ۴             |
| بارسلونا بی        | ۹            | ۵              | ۴             |

## بازی‌های کوپا دل ری میان تیم‌های نخست و تیم ذخیره
| فصل     | گرد | گرد      | تیم میزبان      | تیم میهمان      | امتیاز (FT/HT) | گل‌ها (خانه)                               | گل‌ها (خارج از خانه)                                               |
| ------- | --- | -------- | --------------- | --------------- | -------------- | ----------------------------------------- | ----------------------------------------------------------------- |
| ۱۹۸۰–۸۱ | R16 | بازی اول | کاستیا          | بارسلونا        | ۳–۵ (۱–۲)      | اورتیز (۹)، پاکو، (۵۱)، بلانکو (۵۷)       | لندابرو (۵)، کوئینی (۱۳)، زوویریا (۶۵)، میگولی (۶۹)، سیمونسن (۸۵) |
| ۱۹۸۰–۸۱ | R16 | بازی دوم | بارسلونا        | کاستیا          | ۴–۱ (۲–۰)      | کوئینی (۳، ۴۷)، استبان (۱۵)، لندابرو (۸۹) | پاکو (۵۵)                                                         |
| ۱۹۸۳–۸۴ | R16 | بازی اول | بارسلونا اتلتیک | رئال مادرید     | ۰–۰            |                                           |                                                                   |
| ۱۹۸۳–۸۴ | R16 | بازی دوم | رئال مادرید     | بارسلونا اتلتیک | ۱–۰ (۱–۰)      | سانتیلانا (۴۳)                            |                                                                   |

## بازی اسطوره‌ها
| تاریخ         | مسابقات        | استادیوم             | تیم میزبان      | تیم میهمان            | نمره (FT/HT) | گل‌ها (خانه)                   | گل‌ها (خارج از خانه)                      |
| ------------- | -------------- | -------------------- | --------------- | --------------------- | ------------ | ----------------------------- | ---------------------------------------- |
| ۲۸ آوریل ۲۰۱۷ | بازی نمایشگاهی | شهر ورزشی کامیل چمون | اسطوره‌های بارسا | اسطوره‌های رئال مادرید | ۳–۲ (۲–۱)    | جولی (۸، ۶۲)، سیمائو (۳۸)     | فرناندو سانز (۲۹)، خاوی گوئررو (۸۰)      |
| ۲۰ ژوئیه ۲۰۲۱ | بازی نمایشگاهی | ورزشگاه بلومفیلد     | اسطوره‌های بارسا | اسطوره‌های رئال مادرید | ۲–۳ (۱–۲)    | رونالدینیو (۲۷ ص.), جفره (60) | مونیتیس (۴۲)، آلفونسو (۴۴)، د لا رد (۷۰) |

### خلاصه
| بردهای اسطوره‌های بارسلونا    | ۱ |
| مساوی                        | ۰ |
| بردهای اسطوره‌های رئال مادرید | ۱ |
| گل‌های اسطوره‌های بارسلونا     | ۵ |
| گل‌های اسطوره‌های رئال مادرید  | ۵ |
| همه بازی‌ها                   | ۲ |

## بازی‌های تیم‌های زنان

### پریمر دیویزیون (زنان)
| # | تاریخ          | آر. | تیم میزبان       | تیم میهمان       | امتیاز (FT/HT) | گل‌ها (خانه)                                              | گل‌ها (خارج از خانه)                                     |
| - | -------------- | --- | ---------------- | ---------------- | -------------- | -------------------------------------------------------- | ------------------------------------------------------- |
| ۱ | ۴ اکتبر ۲۰۲۰   | ۱   | زنان رئال مادرید | زنان بارسلونا    | ۰–۴ (۰–۱)      |                                                          | گویجارو (۱۹)، میسا (۵۵ og، مارتنز (۶۶)، پوتلاس (۷۵)     |
| ۲ | ۳۱ ژانویه ۲۰۲۱ | ۱۸  | زنان بارسلونا    | زنان رئال مادرید | ۴–۱ (۳–۰)      | پوتلاس (۱۴)، هرموسو (۲۳)، اوشوآلا (۳۷، ۷۰)               | اولگا (۸۱ ص.)                                           |
| ۳ | ۱۲ دسامبر ۲۰۲۱ | ۱۳  | زنان رئال مادرید | زنان بارسلونا    | ۱–۳ (۰–۳)      | اصلانی (۵۲)                                              | مارتنز (۸، ۲۳)، پاردس (۱۸)                              |
| ۴ | ۱۳ مارس ۲۰۲۲   | ۲۴  | زنان بارسلونا    | زنان رئال مادرید | ۵–۰ (۲–۰)      | پوتلاس (۴۱، ۴۳)، گیجارو (۶۰)، پیتر (۶۵ سال). هرموسو (۸۲) |                                                         |
| ۵ | ۶ نوامبر ۲۰۲۲  | ۸   | زنان رئال مادرید | زنان بارسلونا    | ۰–۴ (۰–۲)      |                                                          | کرنوگورچویچ (۴)، گیجارو (۴۳)، گالوز (۵۲ اوج) رولفو (۸۱) |
| ۶ | ۲۵ مارس ۲۰۲۳   | ۲۳  | زنان بارسلونا    | زنان رئال مادرید | ۱–۰ (۰–۰)      | رولفو (۷۷ ص.)                                            |                                                         |

#### خلاصه
| بردهای زنان بارسلونا    | ۶  |
| مساوی                   | ۰  |
| بردهای زنان رئال مادرید | ۰  |
| گل‌های زنان بارسلونا     | ۲۱ |
| گل‌های زنان رئال مادرید  | ۲  |
| همه بازی‌ها              | ۶  |

| تیم              | بردهای خانگی | مساوی‌های خانگی | باخت‌های خانگی | برد در مکان دیگر |
| ---------------- | ------------ | -------------- | ------------- | ---------------- |
| زنان بارسلونا    | ۳            | ۰              | ۰             | ۰                |
| زنان رئال مادرید | ۰            | ۰              | ۳             | ۰                |

### کوپا دلا رینا
| فصل     | گرد        | تیم میزبان    | تیم میهمان       | امتیاز (FT/HT) | گل‌ها (خانه)                                          | گل‌ها (خارج از خانه) |
| ------- | ---------- | ------------- | ---------------- | -------------- | ---------------------------------------------------- | ------------------- |
| ۲۰۲۱–۲۲ | نیمه نهایی | زنان بارسلونا | زنان رئال مادرید | ۴–۰ (۱–۰)      | مارتنز (۱۹)، بونمتی (۴۷)، کالدنتی (۵۲)، اوشوآلا (۷۵) |                     |

#### خلاصه
| بردهای زنان بارسلونا    | ۱ |
| مساوی                   | ۰ |
| بردهای زنان رئال مادرید | ۰ |
| گل‌های زنان بارسلونا     | ۴ |
| گل‌های زنان رئال مادرید  | ۰ |
| همه بازی‌ها              | ۱ |

| تیم              | بردهای خانگی | مساوی‌های خانگی | باخت‌های خانگی | برد در مکان دیگر |
| ---------------- | ------------ | -------------- | ------------- | ---------------- |
| زنان بارسلونا    | ۰            | ۰              | ۰             | ۱                |
| زنان رئال مادرید | ۰            | ۰              | ۰             | ۰                |

### سوپرجام اسپانیا فمنینا
| فصل     | گرد        | تیم میزبان    | تیم میهمان       | امتیاز (FT/HT) | گل‌ها (خانه)                                | گل‌ها (خارج از خانه) |
| ------- | ---------- | ------------- | ---------------- | -------------- | ------------------------------------------ | ------------------- |
| ۲۰۲۱–۲۲ | نیمه نهایی | زنان بارسلونا | زنان رئال مادرید | ۱–۰ (۰–۰)      | پوتلاس (۹۰+۱)                              |                     |
| ۲۰۲۲–۲۳ | نیمه نهایی | زنان بارسلونا | زنان رئال مادرید | ۳–۱ (a.e.t.)   | پینا (۲۴)، کالدنتی (۱۱۱ ص.), پاراللو (۱۲۰) | ویر (۵۴)            |

#### خلاصه
| بردهای زنان بارسلونا    | ۲ |
| مساوی                   | ۰ |
| بردهای زنان رئال مادرید | ۰ |
| گل‌های زنان بارسلونا     | ۴ |
| گل‌های زنان رئال مادرید  | ۱ |
| همه بازی‌ها              | ۲ |

| تیم              | بردهای خانگی | مساوی‌های خانگی | باخت‌های خانگی | برد در مکان دیگر |
| ---------------- | ------------ | -------------- | ------------- | ---------------- |
| زنان بارسلونا    | ۰            | ۰              | ۰             | ۲                |
| زنان رئال مادرید | ۰            | ۰              | ۰             | ۰                |

### لیگ قهرمانان اروپا زنان
| فصل     | گرد            | گرد      | تیم میزبان       | تیم میهمان       | امتیاز (FT/HT) | گل‌ها (خانه)                                                | گل‌ها (خارج از خانه)            |
| ------- | -------------- | -------- | ---------------- | ---------------- | -------------- | ---------------------------------------------------------- | ------------------------------ |
| ۲۰۲۱–۲۲ | یک چهارم نهایی | بازی اول | زنان رئال مادرید | زنان بارسلونا    | ۱–۳ (۱–۰)      | اولگا (۸)                                                  | پوتلاس (۵۳ ص، ۹۰+۴)، پینا (۸۱) |
| ۲۰۲۱–۲۲ | یک چهارم نهایی | بازی دوم | زنان بارسلونا    | زنان رئال مادرید | ۵–۲ (۱–۱)      | لئون (۸)، بونماتی (۵۲)، پینا (۵۵)، پوتلاس (۶۲)، هانسن (۷۰) | اولگا (۱۶ ص. زورنوزا (۴۸)      |

#### خلاصه
| بردهای زنان بارسلونا    | ۲ |
| مساوی                   | ۰ |
| بردهای زنان رئال مادرید | ۰ |
| گل‌های زنان بارسلونا     | ۸ |
| گل‌های زنان رئال مادرید  | ۳ |
| همه بازی‌ها              | ۲ |

| تیم              | بردهای خانگی | مساوی‌های خانگی | باخت‌های خانگی | برد در مکان دیگر |
| ---------------- | ------------ | -------------- | ------------- | ---------------- |
| زنان بارسلونا    | ۱            | ۰              | ۰             | ۰                |
| زنان رئال مادرید | ۰            | ۰              | ۱             | ۰                |

### خلاصه همه بازی‌های رسمی (زنان)
| بردهای زنان بارسلونا    | ۱۱ |
| مساوی                   | ۰  |
| بردهای زنان رئال مادرید | ۰  |
| گل‌های زنان بارسلونا     | ۳۷ |
| گل‌های زنان رئال مادرید  | ۶  |
| همه بازی‌ها              | ۱۱ |

| تیم              | بردهای خانگی | مساوی‌های خانگی | باخت‌های خانگی | برد در مکان دیگر |
| ---------------- | ------------ | -------------- | ------------- | ---------------- |
| زنان بارسلونا    | ۴            | ۰              | ۰             | ۳                |
| زنان رئال مادرید | ۰            | ۰              | ۴             | ۰                |